# Brock James
Pour les articles homonymes, voir James.

a Compétitions nationales et continentales officielles uniquement.

Dernière mise à jour le 14 janvier 2023.
Brock James est un joueur de rugby à XV et à sept franco-australien né le 22 octobre 1981 à Geelong en Australie. Il évolue au poste de demi d'ouverture notamment durant 10 ans avec l'ASM Clermont Auvergne, avant de rejoindre le Stade rochelais puis l'Union Bordeaux Bègles. Il joue également avec la province néo-zélandaise de Taranaki puis dans les franchises australiennes des Queensland Reds et de la Western Force.
Il s'impose en championnat de France dans les rangs de l'ASM Clermont Auvergne avec lequel il remporte le Challenge européen en 2007 et le championnat de France en 2010. Buteur talentueux, il est le meilleur réalisateur des saisons de Top 14 2006-2007, 2007-2008 et 2008-2009. Il est vice-champion de France à trois reprises lors de ces mêmes saisons, période durant laquelle il est considéré comme l'un des meilleurs demi d'ouverture d'Europe.
En 2013, il prend la nationalité française.
Il met un terme à sa carrière en 2020, et se reconvertit au poste d'entraîneur des lignes arrières au sein de la province galloise des Ospreys. A la fin de son contrat en 2022, il repart en Nouvelle-Zélande et rejoint la province d'Hawke's Bay en qualité d'entraîneur adjoint.  

## Biographie

### Premières années (2004-2006)
En 2004, alors qu'il ne parvient pas à obtenir un contrat en Australie, Brock James s'installe en Nouvelle-Zélande afin d'évoluer avec la province de Taranaki,. Auteur de bonnes performances lors du National Provincial Championship 2004, il se fait remarquer par les Hurricanes,. Étant de nationalité australienne, une demande de dérogation est adressée à la New Zealand Rugby Union afin qu'il puisse rejoindre la franchise de Wellington, et donc de prétendre à une sélection avec l'équipe de Nouvelle-Zélande de rugby à XV. La demande est rejetée, la NZRU estimant que Brock James n'est pas admissible pour être sélectionné avec les All Blacks puisqu'il a évolué avec l'équipe d'Australie de rugby à sept,. Désireux de relever un nouveau défi et de participer au Super 12, Brock James s'engage avec la franchise australienne des Queensland Reds. Il a alors 22 ans. Mais il ne dispute que deux rencontres du Super 12 2005 pour seulement 11 minutes de jeu. Dès la saison suivante, il rejoint la Western Force où il obtient du temps de jeu et dispute dix matchs de Super 14. Face aux Crusaders où il inscrit un essai, il se fait remarquer par Vern Cotter, alors entraineur de Bay of Plenty en partance pour l'ASM Clermont Auvergne. L'entraineur néo-zélandais le sollicite afin qu'il s'engage avec le club auvergnat.

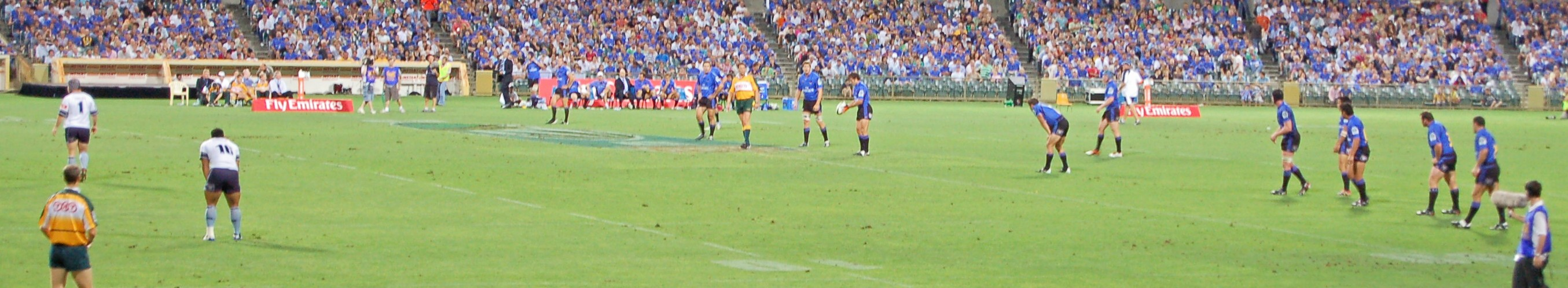
Brock James effectue une remise en jeu avec la Western Force en mars 2006.

### Trois fois vice-champion de France consécutivement (2006-2009)

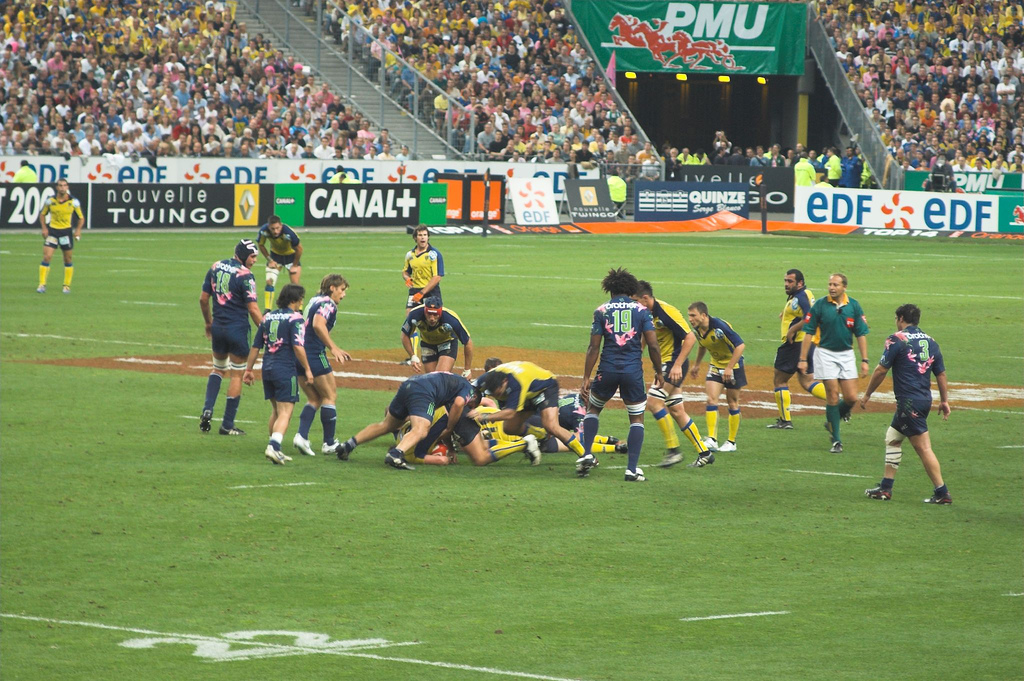
Brock James et l'ASM Clermont Auvergne affrontent le Stade français en finale du Top 14 2006-2007.

Alors que le staff auvergnat ne mise pas beaucoup sur lui, Brock James s'impose dès sa première saison comme un joueur de talent. Il devient rapidement titulaire indiscutable du poste d'ouvreur et se distingue comme un atout et une forte personnalité de l'ASM. Il forme l'un des meilleurs axes centraux de France avec le troisième ligne centre Elvis Vermeulen et le demi de mêlée Pierre Mignoni, ses compères de Clermont. La charnière qu'il compose avec Pierre Mignoni pouvait cependant parfois être sensiblement compromise par la forte personnalité du demi de mêlée. À l'issue d'une première saison, l'ASM Clermont Auvergne remporte le Challenge européen. Brock James contribue à la victoire contre les Anglais de Bath en inscrivant un essai. La même année, le club auvergnat atteint la finale du Championnat de France pour la septième fois de son histoire sans jamais l'avoir remporté.. Face à son homonyme du Stade français, le deuxième ligne Mike James, il inscrit 5 pénalités auxquelles viendront s'ajouter un drop d'Anthony Floch mais qui ne seront pas suffisantes pour remporter le championnat. À titre personnel, il inscrit 377 points tout le long de la compétition et termine meilleur réalisateur de la saison de Top 14 2006-2007. La saison suivante est ponctuée par le même succès avec un total de 303 points inscrits. Cette même année, il participe pour la première fois à la Coupe d'Europe. Côté France, l'ASM Clermont Auvergne termine première de la phase régulière du championnat mais échoue en finale contre le Stade toulousain.

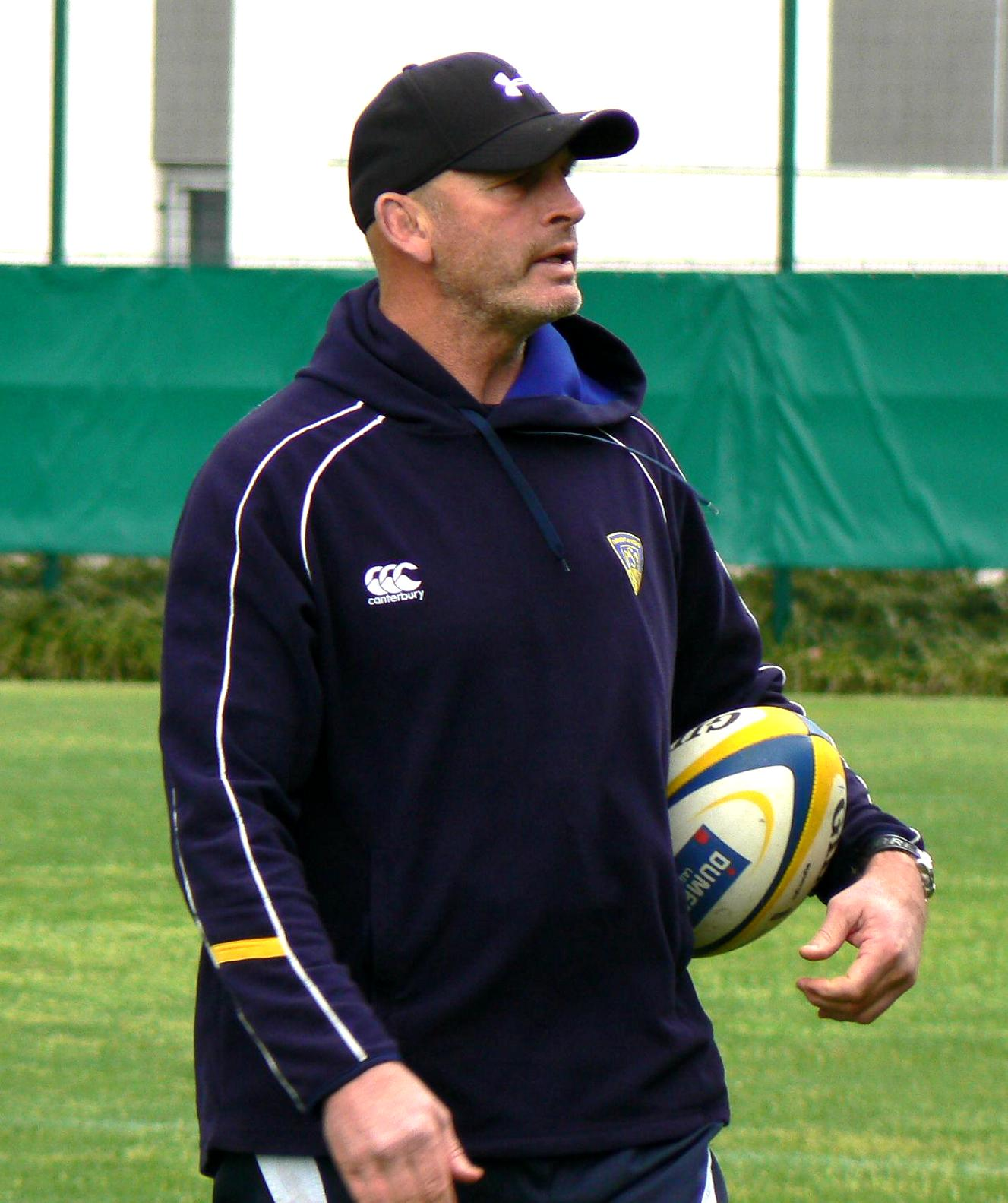
Vern Cotter est le manager de Brock James de 2006 à 2014.

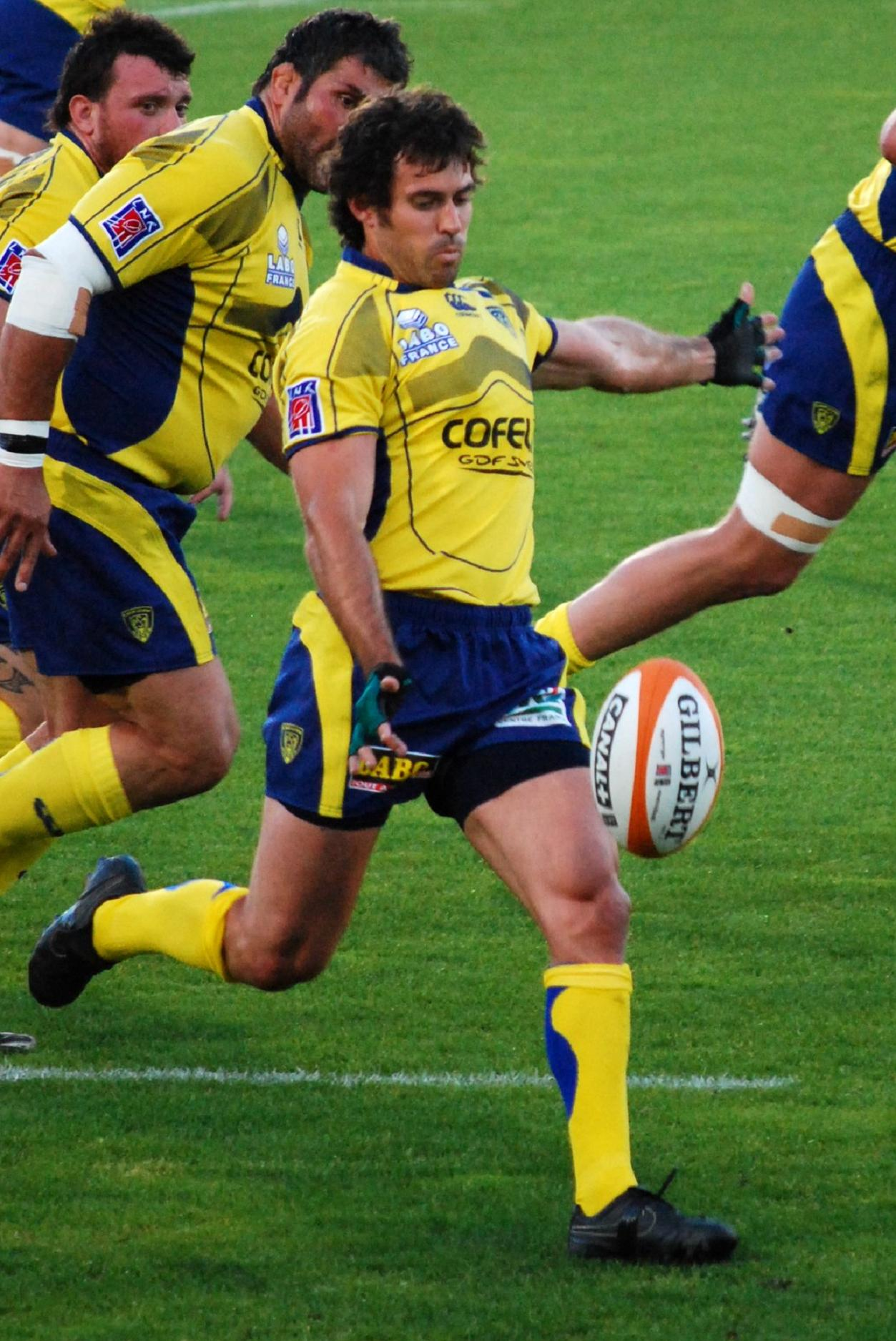
Brock James en demi-finale du Top 14 2008-2009 avec l'ASM Clermont Auvergne.

Le 14 mars 2009, Brock James bat le record de Romain Teulet vieux de quatre saisons en passant le cap des 35 coups de pied réussis consécutifs. Le 28 mars, il établit un nouveau record de 41 coups de pied réussis consécutifs en manquant une tentative de tir pour la première fois depuis le 4 janvier de la même année. Cette même année, l'ASM accède à nouveau aux phases finales du championnat de France et affronte Toulouse en demi-finale. À la onzième minute, une percée puis un léger coup de pied de James au-dessus du rideau défensif toulousain aboutit au seul essai de la rencontre. Il offre ainsi la victoire et une troisième finale consécutive à son équipe. Mais face à Perpignan, leader du championnat, Brock James passe à côté de sa finale, sensiblement à l'image des deux précédentes. L'entame du match est pourtant prometteuse puisqu'une de ses longues passes au pied aboutit au premier essai de la rencontre. L'ASM s'incline face aux Catalans et James doit à nouveau se contenter du statut de vice-champion de France. Côté statistique, la saison lui sourit puisque, outre sa série de coups de pied réussis consécutifs, il est sacré meilleur réalisateur du championnat pour la troisième année consécutive et atteint le taux de réussite exceptionnel de 82,5 %. D'autre part, il passe la barre des 1 000 points inscrits en championnat de France.
L'intersaison 2009 sonne le départ pour Toulon de Pierre Mignoni et la fin de trois années de collaboration à la charnière avec James. Dès lors, celui-ci compose la charnière alternativement avec deux nouvelles recrues de Clermont : Morgan Parra ou Kevin Senio. Pour James, la saison 2009-2010 s'annonce compliquée pour défendre son statut de meilleur réalisateur du Top 14 qu'il détient depuis trois années consécutives. En effet, la star anglaise Jonny Wilkinson fait son arrivée dans le championnat français. L'ouvreur du XV de la rose, dont les qualités de buteur ne sont plus à prouver s'avère être un concurrent sérieux pour James.

### Champion de France (2009-2010)

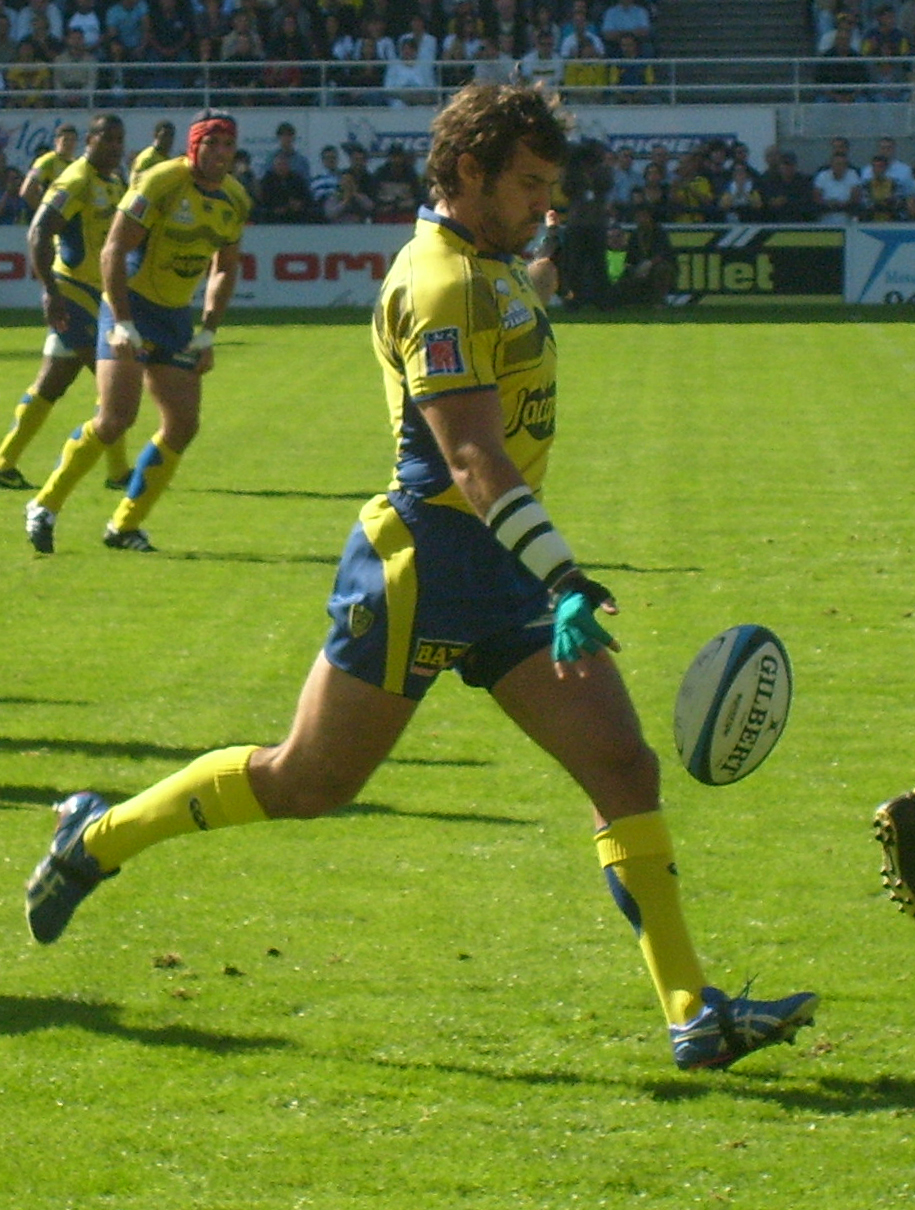
Brock James avec l'ASM Clermont Auvergne en octobre 2009.

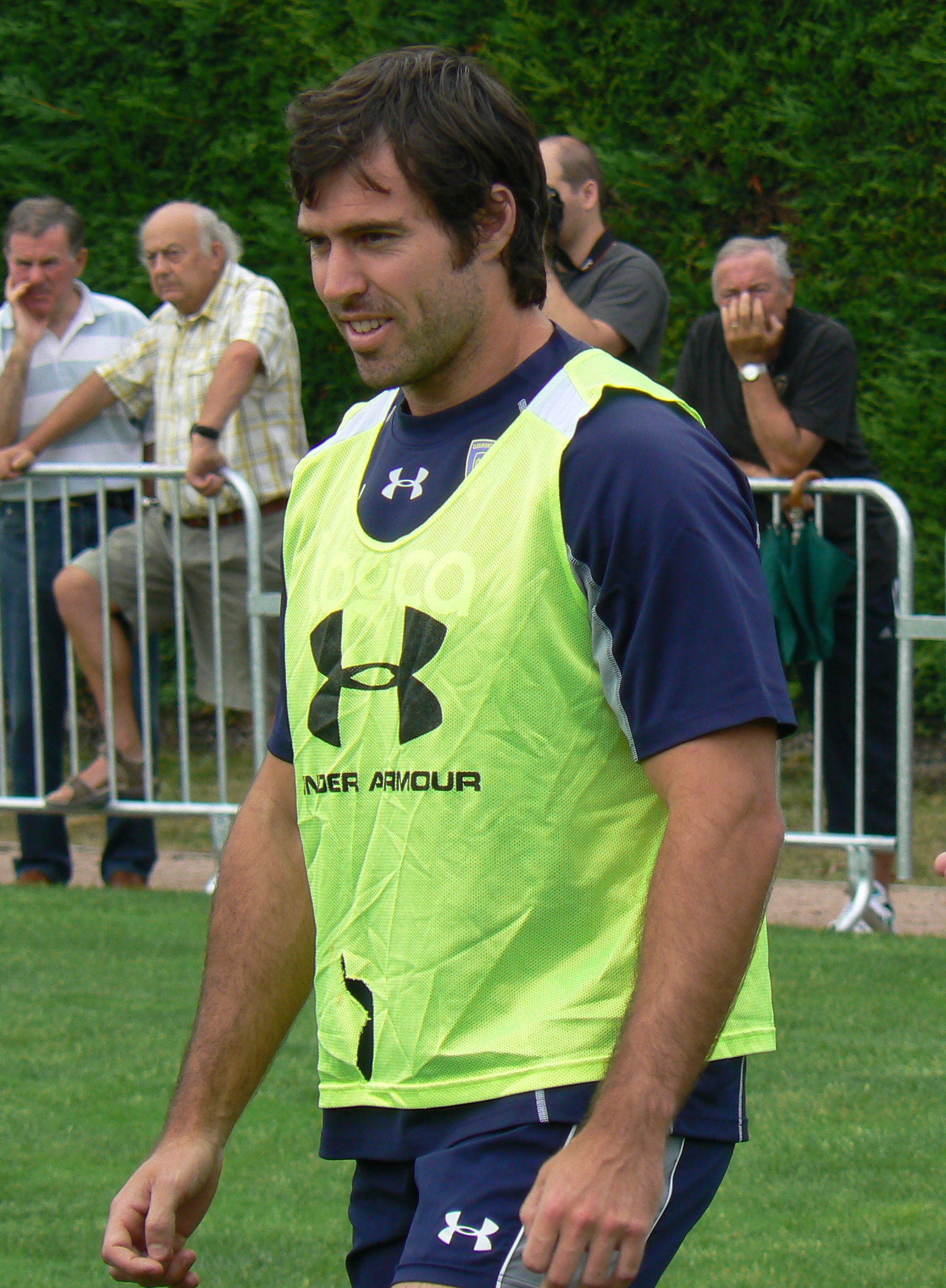
Brock James en août 2010.

En janvier 2010, l'ASM Clermont Auvergne se qualifie pour les quarts de finale de la coupe d'Europe, une première pour Brock James qui dispute alors sa quatrième saison avec le club auvergnat. Mais face aux tenants du titre irlandais du Leinster, il manque 23 points au pied dont un drop décisif à la dernière seconde, privant l'ASM de la demi-finale en coupe d'Europe de son histoire. En manque de confiance lors des matchs suivants, il bute alternativement avec Morgan Parra,. Trois semaines plus tard, lors du match de barrage pour les demi-finales du championnat, le coup de pied de Brock James défaille à nouveau et les responsabilités du buteur sont relayées à Morgan Parra durant la rencontre. À l'issue du match remporté par les auvergnats, Morgan Parra est promu buteur numéro 1 de l'ASM à la place de Brock James. Du jamais vu pour l'ouvreur australien pourtant incontesté depuis 2006. Accablé par les critiques mais soutenu par ses coéquipiers et entraineurs, il représente alors la fragilité mentale des auvergnats. Cette période de doute prend fin en demi-finale du championnat face au RC Toulon. Déchargé des responsabilités du buteur, il signe un bon match, un drop de 52 mètres et un sans faute (2/2) au relais de Morgan Parra sorti en cours de rencontre. L'ASM remporte le match et retrouve l'USA Perpignan pour sa quatrième finale consécutive. Brock James y est très en vue, notamment dans le jeu au pied et en attaque avec deux percées dans le premier quart d'heure de jeu dont une aboutissant à un essai de Napolioni Nalaga,. Les Jaunards parviennent enfin à s'imposer et sont sacrés champions de France pour la première fois de leur histoire.
En juin 2010, Brock James est invité à disputer un match avec les Barbarians contre l'équipe d'Irlande. Titulaire lors de cette rencontre, il retrouve Pierre Mignoni avec lequel il forme la charnière. Les Barbarians remportent le match et Brock James inscrit onze points.

### Fin de carrière à La Rochelle et Bordeaux
En décembre 2015, il annonce son transfert pour l'Atlantique stade rochelais à l'âge de 34 ans pour les deux saisons suivantes. En deux saisons, il joue 51 matchs et inscrit 392 points.
En 2018, il rejoint l'Union Bordeaux Bègles en tant que joueur et entraîneur spécialiste du jeu au pied. En novembre 2018, il devient entraîneur des lignes arrières, tout en continuant de jouer, à la suite du départ du manageur Rory Teague. Il n'est cependant pas conservé en 2019 à cause de la concurrence au poste d'ouvreur et de l'arrivée d'un nouvel encadrement autour de Christophe Urios.
En 2019, il revient alors dans son club précédent, le Stade rochelais, avec uniquement un rôle de joueur.
En avril 2020, ne trouvant pas de poste d'entraîneur disponible pour la saison à venir, il annonce quitter la France et le Top 14, pour retourner en Nouvelle-Zélande, à la fin de la saison actuelle. En quatorze saisons, il a inscrit un total de 2 494 points, avec quatre clubs différents, dont dix années consécutives au sein de l'ASM Clermont.

### Reconversion au poste d'entraîneur
Désirant devenir entraîneur, il trouve un accord en juin 2020 avec la province galloise des Ospreys pour intégrer l'encadrement en tant qu'entraîneur des lignes arrières.

## Palmarès

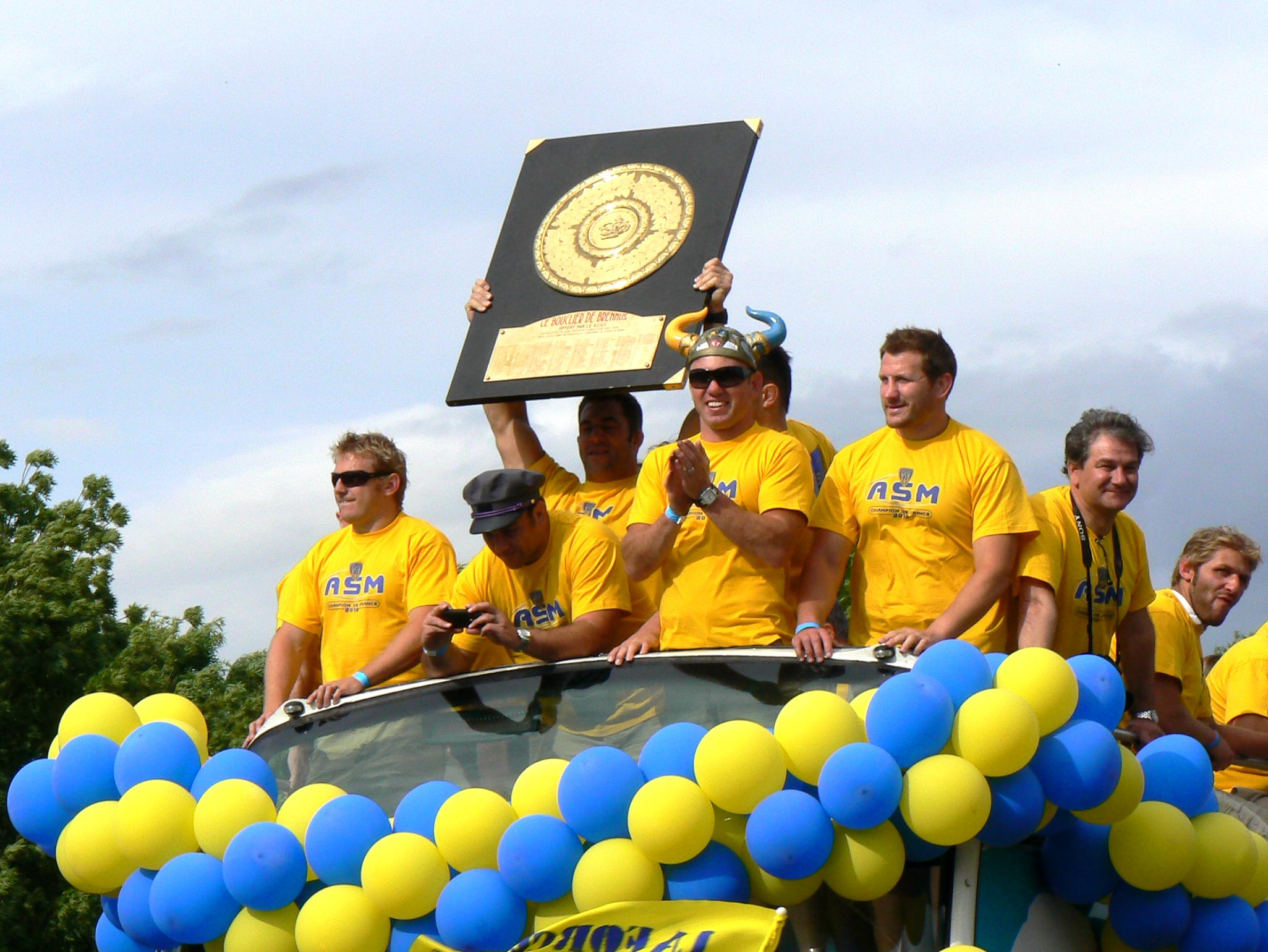
Les joueurs de l'ASM Clermont Auvergne champions de France 2010.

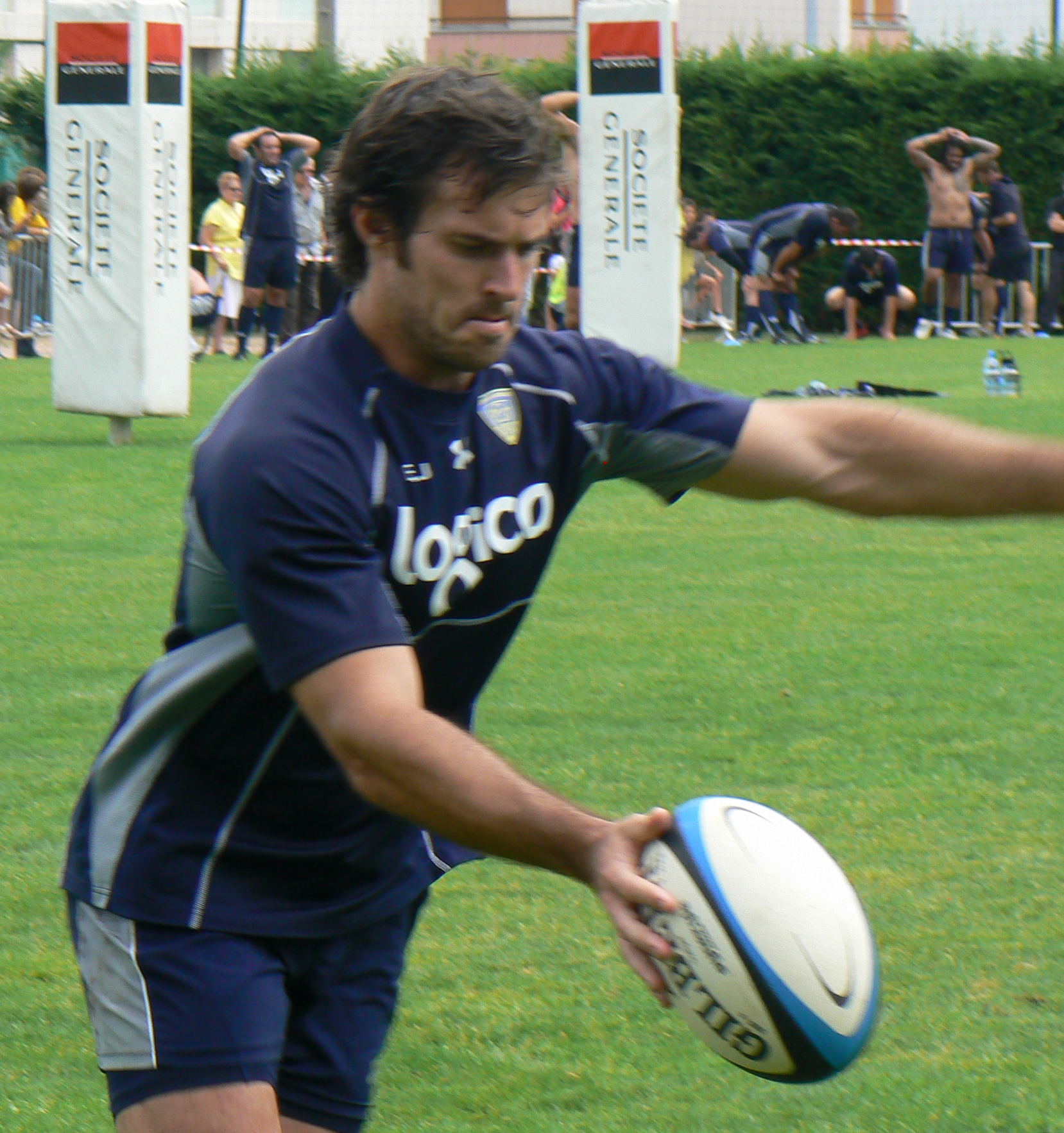
Brock James en août 2010.

C'est en arrivant en France que Brock James remporte son premier titre en club : un Challenge européen acquis dès sa première année avec l'ASM Clermont Auvergne. Finaliste du championnat de France en 2007, 2008 et 2009 il est enfin sacré champion de France en 2010.

### En club
Avec l’ASM Clermont Auvergne
- Coupe d'Europe :
  - Finaliste (2) : 2013 et 2015
- Challenge européen : 
  - Vainqueur (1) : 2007
- Championnat de France : 
  - Vainqueur (1) : 2010
  - Finaliste (4) : Championnat de France en 2007, 2008, 2009 et 2015.

### En équipe nationale
En 2002, Brock James participe au championnat du monde de rugby à XV des moins de 21 ans de Johannesbourg avec l'Australie. Il n'a cependant jamais été sélectionné avec l'équipe première des Wallabies. Il a également joué sous le maillot australien en rugby à sept. C'est en raison de cette sélection que, conformément à l'article 8.1 du règlement IRB, malgré une présence de plus de 36 mois consécutifs sur le sol français, Brock James n'est pas éligible à une sélection en XV de France.

### Distinctions personnelles
- Meilleur joueur de Taranaki en 2004.
- Meilleur réalisateur du championnat de France en 2007, 2008 et 2009.
- Meilleur demi d'ouverture du championnat de France en 2009.

## Statistiques

### En club
Depuis son arrivée en France en 2006, Brock James a disputé 25 matchs en compétition européenne de club (Challenge européen ou coupe d'Europe) au cours desquels il a inscrit 287 points dont 3 essais. Il a notamment participé à quatre coupes d'Europe.

### Avec les Barbarians
- En juin 2010, Brock James est invité à disputer un match avec les Barbarians contre l'équipe d'Irlande. Durant cette rencontre remportée par les Barbarians, il inscrit 3 pénalités et 1 transformation.
- En juin 2011, Brock James est invité à disputer un match avec les Barbarians contre l'équipe du Pays de Galles. Durant cette rencontre remportée par les Barbarians, il inscrit 2 pénalités.
- En juin 2017, il est sélectionné dans le groupe des Barbarians par son ancien entraîneur à Clermont, Vern Cotter, pour affronter l'Ulster à Belfast le 1er juin. Remplaçant, il entre en cours de jeu et les Baa-Baas parviennent à s'imposer 43 à 28[39].

### Records battus
Ce tableau détaille les records individuels battus par Brock James au 5 juin 2010. Pour chaque record ne sont présents que le premier et le dernier en date.
| Type                                                                                        | Score | Compétition                                           | Lieu                                              | Date         |
| nombre de pénalités et de transformations réussies consécutivement en championnat de France | 36    | Championnat de France 2008-2009 ASM Clermont Auvergne | Stade Marcel Michelin (Clermont-Ferrand - France) | 14 mars 2008 |
| nombre de pénalités et de transformations réussies consécutivement en championnat de France | 41    | Championnat de France 2008-2009 ASM Clermont Auvergne | Stade Sapiac (Montauban - France)                 | 28 mars 2008 |

### Entraîneur
| Saison      | Club                  | Division | Poste    | Classement            | Coupe d'Europe | Challenge européen            |
| ----------- | --------------------- | -------- | -------- | --------------------- | -------------- | ----------------------------- |
| 2018 - 2019 | Union Bordeaux Bègles | Top 14   | Arrières | 10e                   | -              | Éliminé en poule              |
| 2020-2021   | Ospreys               | Pro14    | Attaque  | 3e de la conférence A | -              | Éliminé en huitième de finale |

## Style et popularité

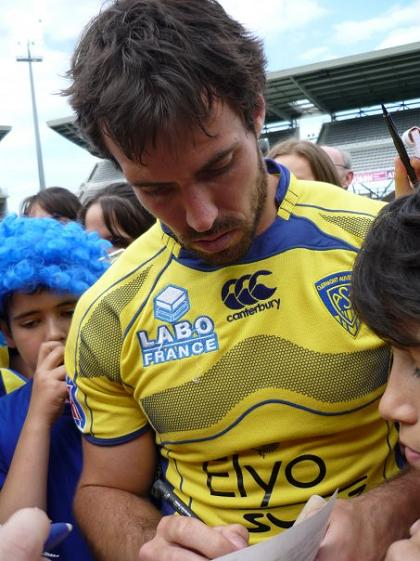
Brock James sollicité par des supporteurs en 2009.

### Style
Brock James est reconnu comme un travailleur consciencieux qui n'hésite pas à prolonger l'entrainement collectif par des séances individuelles de jeu au pied. Il s'impose avant tout par son jeu au pied, la précision et la longueur de ses passes et son excellente vision du jeu. En tant que joueur, Brock James compte deux points faibles : il peut s'avérer un peu juste en défense, même si des progrès dans ce secteur ont été remarqués au début de la saison du championnat de France en 2010. D'autre part, son mental peut le lâcher lors des grands rendez-vous. Lors de la finale du Top 14 2008-2009, il passe à côté de son match malgré une bonne entame puisqu'un coup de pied décisif aboutira au seul essai clermontois de la rencontre,.

### Reconnaissance et popularité
En 2004, Brock James est élu meilleur joueur de Taranaki. Malgré des performances encourageantes avec les Queensland Reds puis avec la Western Force, il demeure un joueur anonyme du Super 12/14 et ne parvient pas à obtenir une sélection en équipe d'Australie de rugby à XV. Totalement inconnu à son arrivée en France, il est très vite adulé par les supporters auvergnats et sera considéré durant son passage en France comme l'un des meilleurs demi d'ouverture d'Europe. Il est sacré meilleur demi d'ouverture du championnat de France 2008-2009. En quart de finale de la coupe d'Europe 2009-2010, Brock James manque 23 points au pied, dont un drop à la dernière seconde, privant l'ASM de la première place en demi-finale de son histoire. Cette contre-performance est suivie d'une période de doute et de manque de confiance durant laquelle il est accablé par les critiques. Néanmoins, malgré cette défaillance, il reste l'un des chouchous du public jaune et bleu, grâce à ses excellentes performances et son état d'esprit. Le 30 mai 2010, lors des célébrations du titre à Clermont, il s'est adressé aux 60 000 personnes présentes place de Jaude, disant « Le bouclier, c'est pour toi. ». Cette phrase est restée dans la mémoire de beaucoup de supporters jaunards.
En 2013, son immense popularité auprès des supporters de l'ASM va trouver une nouvelle démonstration. Ceux-ci, inquiets quant à l'avenir du joueur à Clermont, vont mettre sur pied une grande opération de soutien au joueur en espérant que son contrat soit rapidement prolongé. Il était notamment prévu d'imprimer des masques à l'effigie de l'ouvreur australien et de les porter lors du match contre les Harlequins au Stade Marcel-Michelin. Cette opération pourtant bien partie sera finalement avortée en raison de bonnes nouvelles à propos des négociations pour son nouveau contrat.